# Platypolynema
Platypolynema is een geslacht van vliesvleugeligen uit de familie Mymaridae. De wetenschappelijke naam van dit geslacht is voor het eerst geldig gepubliceerd in 1960 door Ogloblin.

## Soorten
Het geslacht Platypolynema is monotypisch en omvat slechts de volgende soort:
- Platypolynema cautum Ogloblin, 1960